# Charte-loi de Prisches
La Charte-loi de Prisches est une charte de franchises établie en 1158 entre les paysans du village de Prisches et la seigneurie d'Avesnes, fixant leurs droits et devoirs réciproques. 
Première du genre en Hainaut, elle servit de modèle pour une trentaine de seigneuries du Hainaut et du Vermandois.  

## Sources
- Léo Verriest, « La fameuse charte-loi de Prisches (Ancien Hainaut) », Revue belge de philologie et d'histoire, no Tome 2, fasc. 2,‎ 1923, p. 327-349 (lire en ligne)